# 哈爾瓦坎特山
12°58′42″S 75°09′29″W / 12.97833°S 75.15806°W
哈爾瓦坎特山（Qarwa K'anti），是秘魯的山峰，位於該國中南部萬卡韋利卡大區，由卡斯特羅維雷納區、聖阿納區和萬卡韋利卡區負責管轄，屬於瓊塔山脈的一部分，海拔高度5,000米。